# 地方自治法 (日本)
《地方自治法》（日语：／ Chihō jichi hō */?）是日本的地方自治制度法律，其主要内容为权力下放，定義都道府縣、市町村區等「地方公共團體」的成立及運作準則，是日本当代地方政府结构和行政区划的雏形。
本法基於《日本國憲法》第92條訂定，由众议院和贵族院于1947年（昭和22年）3月28日通过，並在同年4月17日作为第67号法律由昭和天皇颁布。

## 地方公共團體
地方公共团体（chihō kōkyō dantai）包含以下几类：
- 常規地方公共團體
  - 都道府县
  - 市町村
    - 市
    - 鎮
    - 村
- 特别地方公共團體（包括但不限于）[6]
  - 特别區
  - 地方公共團體合作組織
    - 部分事務合作組織
    - 全部事務合作組織
    - 機關事務合作組織
    - 廣域聯合體

  - 財產區
  - 地方開發事業團

常規地方公共團體是基層地方政府。常規地方公共團體和特别地方公共團體之間的主要區別與日本憲法有關。日本憲法賦予普通地方公共團體特權，包括：
- 直接選舉權（第93.2条）
- 立法權（第94条）
- 在制定任何影響地方公共團體的法規之前的公民投票權（第95条）

除非法律法規另有規定，否則特别地方公共團體不享有以上權限。
日本地方公共團體在很多方面都是自治的，但仍需間接向總務省報告。由此總務省通過這些報告監督地方公共團體的施政、地方公共團體與政府之間的關係。

## 修订
2011年1月，总务省宣布修改法律，旨在使政府能够调查地方公共团体制订的法律是否合法，并在地方公共团体未能纠正其行为时对其提起诉讼。